# Tía
Tiendas Industriales Asociadas S.A., handelend onder de naam Tía en ook wel bekend als Almacenes Tía, is een Zuid-Amerikaans detailhandelsmerk opgericht in 1940. De divisies in Ecuador en Uruguay opereren onder de formules Tía, MAGDA, Ta-Ta en MULTI AHORRO. Samen zijn deze formules de grootste discounter met meer dan 450 vestigingen. Tía S.A. (Colombia) exploiteerde 19 vestigingen onder het merk Tía, totdat het bedrijf in 2017 de deuren sloot vanwege tegenvallende verkoopcijfers.

## Geschiedenis
Tía is ontstaan uit de Oost-Europese supermarktketen Te-Ta, opgericht door Kerel Steuer en Federico Deutsch in de jaren 1920 in Praag. Ze dreven handel in Tsjecho-Slowakije, Joegoslavië en Roemenië, maar in 1940, na het begin van de Tweede Wereldoorlog, emigreerden ze naar Amerika en lieten alles achter. Dat jaar begonnen ze opnieuw in Bogotá, Colombia, onder de naam Tía, en later breidden ze uit naar Argentinië, Peru, Uruguay en Ecuador, onder de merknaam Tía en andere merken.
Steuer en Deutsch hadden winkels waar klanten alles konden vinden, zonder dat ze ergens anders hoefden te winkelen. De eerste Tía-winkel in Zuid-Amerika werd geopend op 14 oktober 1940, aan de Carrera Séptima in Bogotá.
Het Zuid-Amerikaanse winkelindustrie heeft bijgedragen aan de ontwikkeling van deze bedrijfsorganisatie. Naast het supermarktsegment ontstonden er in de loop van de tijd ook kleine productiebedrijven die uitgroeiden tot belangrijke productiebedrijven in Colombia, Argentinië, Ecuador en Uruguay. Tía was een van de eerste winkels die zich op de markt van huismerken begaf. Deze winkel was in veel opzichten een pionier en diende als basis voor nationale en internationale ketens om hun bedrijfsmodel te moderniseren.
Begin 2025 is Tía aanwezig in Ecuador en Uruguay. De Argentijnse divisie met 61 winkels werd in 1999 voor $ 630 miljoen verkocht aan de Franse supermarktketen Carrefour en kreeg eerst de naam Norte en later Carrefour. De Peruaanse divisie werd verkocht nadat het bedrijf faalde op de Peruaanse markt. De Colombiaanse divisie werd in 2017 na 77 jaar gesloten.
Tía is voor het merendeel in handen van Francisco de Narváez en zijn familie, Gustavo Andrés Deutsch en financiële instellingen.

## Formules
Tía handelt onder de naam: 
- Tía: Supermarkten in steden met meer dan 25.000 inwoners.
- Super Tía: Hypermarkten bevinden zich in steden met meer dan 125.000 inwoners.
- Plaza Tía: winkelcentra met een Tía-supermarkt en diverse aanvullende winkels.
- Tía Express: een klein supermarktformaat.
- MULTI AHORRO: buurtsupermarkten in Barrios, in 2012 gekocht door Tía's Uruguayaanse filiaal Ta-Ta.
- MAGDA Supermercados: een Ecuadoraanse supermarktketen die in 2012 werd overgenomen.
- Ta-Ta: De merknaam voor Tía in Uruguay.
- Tarjeta Más: Een creditcardoperatie in Ecuador.

## Locaties

### Ecuador
De eerste winkel in Ecuador werd op 29 november 1960 geopend in het centrum van Guayaquil. In 2017 was Tía de grootste retailer en stond op de elfde plaats in de ranglijst van beste bedrijven in Ecuador.

### Uruguay
Op 13 juni 1956 opende Tía's dochteronderneming Ta-Ta het eerste warenhuis in Uruguay op de hoek van 18 de Julio Avenue en Carlos Roxlo. Dit was het begin van de modernisering van de detailhandel en supermarktsector in Uruguay.
In 2012 kocht Ta-Ta de Uruguayaanse supermarkt- en elektronicawarenhuisketen Multi Ahorro.
Ta-Ta heeft meer dan 6.000 werknemers en beschikt over hypermarkten in alle 19 departementen van het land. In maart 2012 was Ta-Ta de grootste detailhandelaar in Uruguay met een marktaandeel van meer dan 30%.

### Voormalige locaties

#### Argentinië
De eerste winkel werd in 1946 in Buenos Aires geopend met een innovatief bedrijfsconcept om in elke afdeling ronde eilandplanken te plaatsen. In 1999 kochten Exxel, een overnamefonds gesteund door Amerikaanse investeerders, en Promodes, destijds de op één na grootste winkelketen van Frankrijk, de Argentijnse divisie van Tía en de 61 winkels daarvan voor $ 630 miljoen. Carrefour spendeerde, nadat het Promodes had overgenomen, nog eens $ 600 miljoen in een periode van drie jaar om meer winkels te openen.
Twee nakomelingen van de oprichters, de broers Carlos en Francisco de Narváez, wilden Tía opnieuw openen in Argentinië. In 2009 kochten ze het Argentijnse merk terug van Carrefour en beloofden ze de Argentijnse divisie van de supermarktketen opnieuw op te zetten, te beginnen in Buenos Aires. 

#### Colombia
De eerste winkel werd op 14 oktober 1940 in Bogotá geopend, aan de Carrera Séptima. Hun winkelconcept was nieuw voor Colombia. 
Tía had supermarkten in Bogotá, Medellín, Bucaramanga, Barranquilla, Cúcuta, Sogamoso, Ibagué, Facatativá, Palmira en Tunja.
Tía Colombia besloot op 23 november 2017 zijn deuren te sluiten na 77 jaar handel, vanwege de aanhoudende verliezen. 

#### Peru
De eerste winkel in Peru werd in 1958 geopend in Lima, in de Calle Schell in de wijk Miraflores. Later breidde het zich uit naar meer dan drie andere districten. Vanwege de economische crisis en het interne conflict in het land werd het in de jaren 1980 gesloten. 